# 叡山本線
叡山本線（日语：／ Eizan honsen */?）是位於日本京都府京都市左京區，由叡山電鐵所經營，連結出町柳車站至八瀨比叡山口車站的鐵路路線。

## 概要
叡山本線是從京都市中心到三宅八幡車站附近的民生路線，以及前往比叡山或八瀨比叡山口車站附近的觀光路線。到一乘寺車站附近為止是住宅及小型工廠的混合地區，到三宅八幡車站附近則是穿梭在住宅區之中。在沿路有許多的名勝遺跡。通過三宅八幡車站之後會爬上山麓到達八瀨比叡山口車站。和鞍馬線不同，叡山本線並不是登山路線，但在修學院車站北側及三宅八幡車站和八瀨比叡山口車站之間存在著33.33‰的傾斜度，特別是三宅八幡車站和八瀨比叡山口車站之間的33.33‰傾斜度距離相當長。
八瀨比叡山口車站附近除了轉乘至往比叡山的纜車之外，在開通當時車站周邊以京都電燈為中心開發，設立了八瀨園地，車站更曾一度隨之改為相同的站名，讓該處成了相當繁榮的觀光勝地。

### 路線資料
- 路線距離（營業距離）：5.6公里
- 軌距：1435毫米
- 站數：8個（包括起終點站）
- 複線路段：全線
- 電氣化路段：全線電氣化（直流600V）
- 閉塞方式：自動閉塞式
- 保安裝置：ATS（有速度照查機能）
- 最高速度：60公里/小時
- 最大坡度：33.33‰

## 運行形態
以平日班次表和週六假日班次表兩個為基準。
大至上，平日早上的時間帶以直通鞍馬線的出町柳 - 二軒茶屋之間的列車、出町柳 - 鞍馬間之間的列車、以及出町柳 - 八瀬比叡山口之間的列車的順序，各班間隔20鐘的方式運行，鞍馬線直通電車的數量較多。週六假日的時間帶則是鞍馬線直通的出町柳 - 鞍馬線之間的電車、以及出町柳 - 八瀬比叡山口之間的電車以15分鐘間隔的方式運行。早晨及黃昏之後除了有在鞍馬線市原車站折返的列車，還有從擁有車庫的修學院車站發車的列車。除了極少數的例外，全部的列車都是實施一人控制。
在盂蘭盆節及年末等時期，在平日也是實行週六假日班次表，除此之外在觀光季節則有特別班次表，中午的時間帶，平日有出町柳 - 鞍馬之間的列車和出町柳 - 八瀨比叡山口之間的列車以15分鐘間隔以及配合放學時間的出町柳 - 二軒茶屋之間的折返列車在運行，假日最密集則有出町柳 - 鞍馬之間的列車和出町柳 - 八瀨比叡山口之間的列車以12分鐘間隔的方式運行。

## 歷史
京都電燈將叡山本線開通，且置於同公司的叡山電鐵部之下。子公司的鞍馬電氣鐵道（現在的鞍馬線）則在全線開通之後一貫實行和叡山本線的直通運行。另外路面電車的京都市電也曾在一時之間實施和叡山本線的直通運行。
- 1925年（大正14年）9月27日 京都電燈開通出町柳 - 八瀨（現在的八瀨比叡山口）之間的路線。當時集電方式為架空複線式（雙臂式集電弓）。
- 1928年（昭和3年）12月1日 鞍馬電氣鐵道開通現在的鞍馬線、山端（現在的寶池） - 市原之間的路線。山端成了轉乘站。
- 1929年（昭和4年）12月20日 鞍馬電氣鐵道全面開通。出町柳 - 山端 - 鞍馬的直通運行開始。
- 1930年（昭和5年）2月 集電方式改為架空單線式。
- 1935年（昭和10年）6月29日 因為「鴨川水害」而全線停駛、從翌日30日早上10點出町柳 - 三宅八幡之間的運行再次啟動[4]。
- 1942年（昭和17年）3月2日 讓渡給京福電氣鐵道。
- 1943年（昭和18年）7月10日 京都市電的東山線的延伸部份開通。被特別認定而和東大路通成了交叉點。
- 1944年（昭和19年）5月1日 山端（現在的寶池） - 八瀨間被指定為「不要不急線」[5]而被單線化提供資源。
- 1949年（昭和24年）12月11日 京都市電開始直接駛入元田中 - 山端之間。
  - 目的是為了輸送前往在寶池的市營競輪場的旅客，僅在舉辦競輪的日子實施。車輛使用的是市電的1000形，在山端車站還設置了市電車輛用的低床車專用月台。叡山線內途中的車站則因為月台高度的關係而不停車直接通過。另外，京都市電的下鴨集荷場線（停駛中）為了建設松崎淨水廠而被用作材料運送，京福多次利用這個岔道向京都電燈借出Dewa101形。
- 1951年（昭和26年）7月1日 山端 - 八瀨間再次複線化。
- 1954年（昭和29年）6月10日 山端車站改名為寶池車站。
- 1955年（昭和30年）9月1日 京都市電的直接駛入於這天終止。
  - 直接的理由雖然為市電方面的集電裝置決定於同年的11月開始從集電桿式改為集電弓式，但京都市在很早之前就對公營賭博事業抱有反對的聲音，因此正好藉由京都市的財政重建目標而決定近期之內廢止兢輪場，此也是直接駛入終止的理由之一。競輪場最後在1958年廢止，其遺趾處後來成了除了兒童的監護人以外禁止中學生以上遊客進入的兒童專用公園「兒童樂園（こどもの楽園）」。競輪場看台的一部份在園內殘存了很長的一段時間，但由於年久失修在2006年遭到解體撤除。
- 1964年（昭和39年） 乘車人數達到鴨東線通車前的最高峰。
- 1965年（昭和40年）8月1日 八瀨車站改名為八瀨遊園車站。
- 1970年（昭和45年）北山通的修學院附近、白川通的修學院 - 寶池附近開通。修學院車站轉移位置。
  - 在同時期延長的直通市中心的市巴士路線開始成為本線客源上的威脅。。
- 1973年（昭和48年） 集電裝置從集電輪改為滑鞘。
- 1978年（昭和53年）10月1日 京都市電廢止。東大路通交叉點成了平交道。叡山本線由鐵軌和其他路線之間的連通被切斷。
- 1978年（昭和53年）10月19日 日本國內最後的集電桿遭到廢止。全車集電弓化。
- 1983年（昭和58年）12月1日 運行管理PTC化。開始使用列車無線裝置。
- 1986年（昭和61年）4月1日 分離讓渡給叡山電鐵。
- 1987年（昭和62年）12月10日 在路線設置ATS裝置（車輛則於隔年開始依序裝設）。一人控制開始。
- 1989年（平成元年）10月5日 京阪電氣鐵道的鴨東線開通。同公司的出町柳車站通車。叡山本線再次和其他路線有了連結。
  - 再此之前於9月21日鞍馬線的京都精華大前車站通車，叡山本線同一時間跟著修改了班次表。以鞍馬線的區間延長為主因，出柳町 - 寶池的班數增加。
- 1994年（平成6年）3月23日 發車數量隨著班次修改的實施而大量提升。平日64班、假日從9班增加到46班。
  - 從1960年代開始一直持續的八瀬遊園發車、鞍馬線直通各自15分鐘一班，變更為平日八瀨樂園發車12分鐘一班、鞍馬線直通10分鐘一班，而假日則八瀨遊園發車、鞍馬線皆是每15分鐘一班（旺季時八瀨遊園每7.5分鐘發一班車）的原則。
- 2002年（平成14年）3月10日 八瀨遊園車站改名為八瀨比叡山口車站。這是因為森林的遊樂園（原運動山谷京都）在2001年閉園。
- 2004年（平成16年）1月13日 改為原則上全列車一人控制。
- 2025年9月27日，叡山本線將迎來全線開通的100周年[6][7]。

## 車站列表
- 所有車站都位於京都府京都市左京區。全線複線。

| 車站編號 | 中文站名                    | 日文站名 | 英文站名 | 站間距離 | 營業距離 | 標高（公尺） | 接續路線                                     |
| -------- | --------------------------- | -------- | -------- | -------- | -------- | ------------ | -------------------------------------------- |
| E01      | 出町柳                      |          |          | -        | 0.0      | 53.7         | 京阪電氣鐵道： 鴨東線                        |
| E02      | 元田中                      |          |          | 0.9      | 0.9      | 59.9         |                                              |
| E03      | 茶山 （京都造形藝術大學前） |          |          | 0.5      | 1.4      | 64.6         |                                              |
| E04      | 一乘寺                      |          |          | 0.7      | 2.1      | 70.9         |                                              |
| E05      | 修學院                      |          |          | 0.8      | 2.9      | 78.3         |                                              |
| E06      | 寶池                        |          |          | 0.9      | 3.8      | 87.5         | 叡山電鐵： 鞍馬線                            |
| E07      | 三宅八幡                    |          |          | 0.6      | 4.4      | 96.4         |                                              |
| E08      | 八瀨比叡山口                |          |          | 1.2      | 5.6      | 116.9        | 京福電氣鐵道：鋼索線（叡山纜車）（纜車八瀨） |

（車站編號從2008年10月19日開始實施）

## 註解
1. ↑  現在只有因觀光季節等而人潮眾多時（一人控制+收票員的形式：在一部份的區間也有）、Deo700系的連結運行時、使用Deo600型車廂的電車運行時。
2. ↑  有時也會變成出町柳 - 鞍馬之間12分間隔、出町柳 - 八瀨比叡山口之間15分間隔。
3. ↑  指列車跨越不同的路線或不同鐵道業者的路線運行。
4. ↑  出處：『京都的治水和昭和大水害（京都の治水と昭和大水害）』（文理閣刊）156頁
5. ↑  二戰期間的1941年8月30日，日本政府為了補充戰時需要的金屬資源而供布並命令撤除的鐵路路線。
6. ↑   (PDF). 叡山電鉄株式会社. 2025-03-12  [2025-05-12]. （原始内容存档 (PDF)于2025-05-03） （日语）.
7. ↑  . マイナビニュース. 2024-12-27  [2025-05-12]. （原始内容存档于2025-05-14） （日语）.